# سده ۴ (پیش از میلاد)

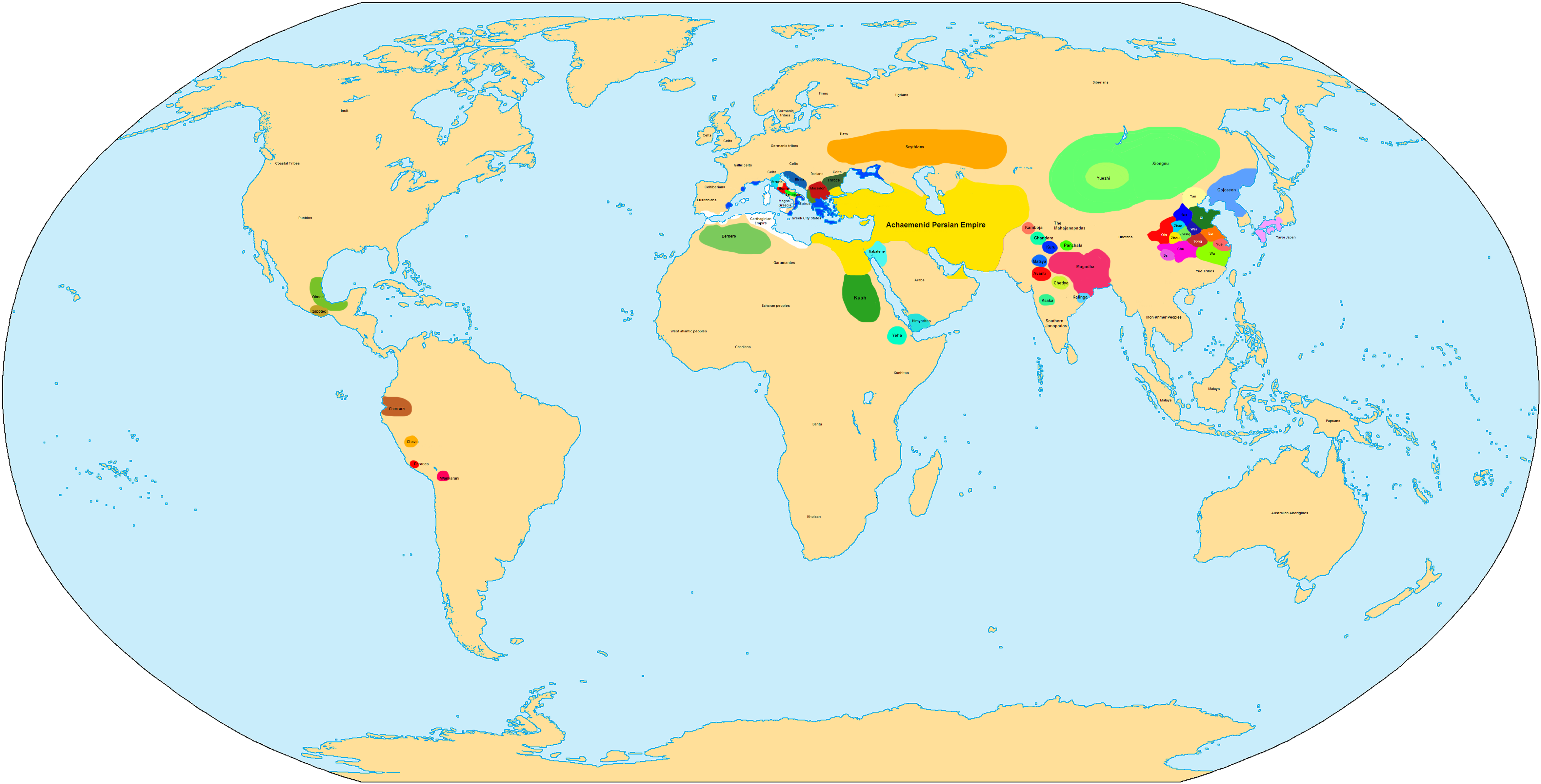
سده ۴ (پیش از میلاد)

(سده پنجم پ.م. - سده چهارم پیش از میلاد مسیح - سده سوم پ.م. - سده‌های دیگر)
در این سده تمدن یونان باستان به بالاترین نمود خود رسید. کشورگشایی‌های اسکندر تمدن هلنی را در جهان گسترش‌داد.

## رویدادها
- میانه سده؛ بخش باختری ترکیه کنونی بازساخته شد.
- سازه‌ای در نیایشگاه سکاها در اورجونیکیدزه در تاجیکستان کنونی ساخته‌شد. این سازه اکنون در موزه تاریخی کیف نگاه‌داشته‌می‌شود.
- پایان سده؛ دیهیمی در نیایشگاهی نزدیک هلسپونت ساخته شد. این اثر اکنون در موزه هنر متروپولیتن در نیویورک نگهداری‌می‌شود.
- ۳۹۹ (پیش از میلاد)؛ سقراط در آتن به گناه بدکیشی و به بیراهه‌کشاندن جوانان اعدام‌شد.
- ۳۸۳ (پیش از میلاد)؛ دومین کنکاشگاه بودایی در وسالی.
- ۳۶۰ (پیش از میلاد)؛ ساخت تئاتر تولوس.
- ۳۷۳ (پیش از میلاد)؛ شهر یونانی مهم هلیکه در آب دریا غرق‌شد و همه مردمانش به جز جانورانی که پنج روز پیش از آن گریخته‌بودند از میان‌رفتند.
- ۳۳۹ (پیش از میلاد)؛ آتیا پادشاه سکائیه در جنگ با فیلیپ دوم مقدونی کشته‌شد.
- ۳۲۳ (پیش از میلاد)؛ نابودی شاهنشاهی هخامنشی به دست اسکندر مقدونی.
- ۳۱۲ (پیش از میلاد)؛ سلوکوس یکم در بابل دودمان سلوکیان را بنیادنهاد.
- تازش سلت‌ها به ایرلند.
- جنگ آلیا و تاراج روم به دست گل‌ها.
- آغاز آمیزش سکاها با سرمتیان.
- چیرگی روم بر منطقه آبروتزی و سراشیب تمدن اتروسکن.

## چهره‌های برجسته
- مارکوس فوریوس کامیلوس دیکتاتور روم.
- افلاطون فیلسوف یونانی.
- ارسطو فیلسوف و دانشمند یونانی.
- فیلیپ دوم پادشاه مقدونیه.
- دموستنس دولت‌مرد و سیاست‌مدار آتنی و دشمن سرسخت فیلیپ دوم و پسرش اسکندر مقدونی.
- داریوش سوم واپسین شاه هخامنشی.
- منسیوس فرزانه چینی.
- یانگ چو فیلسوف چینی.
- بطلمیوس یکم بنیادگذار دودمان بطلمیوسی.
- شانگ یانگ نخست‌وزیر ایالت چین.
- سلوکوس یکم بنیادگذار دودمان سلوکیان.
- اسکندر مقدونی.
- برنوس سالار گل‌ها.
- ژوآنگتسی.

## یافته‌ها و نوآوری‌ها
- کهنترین نوشته برهمایی.
- ساخت کاریز به دست رومیان.
- کاربرد دم در آهنگری به دست چینیان.
- ساخت نخستین کمان زنبورکی در سیراکوز.
- آجر پخته‌شده برای نخستین بار در یونان به کار رفت.
- طوق با پایانه شیرشکل در شوش ساخته شد. این اثر اکنون در موزه لوور در پاریس نگهداری می‌شود.
- یک سکه داریک -که نخستین بار در زمان داریوش بزرگ ضرب‌شد-ساخته‌شد. این اثر اکنون در موزه اشمولن در آکسفورد نگهداری‌می‌شود.